# Zorana Rokavec
Zorana Rokavec (serbisch-kyrillisch Зорана Рокавец, * 30. Dezember 2004) ist eine serbische Leichtathletin, die sich auf den Hochsprung spezialisiert hat.

## Sportliche Laufbahn
Erste internationale Erfahrungen sammelte Zorana Rokavec im Jahr 2020, als sie bei den U20-Balkan-Hallenmeisterschaften in Istanbul mit übersprungenen 1,76 m den vierten Platz im Hochsprung belegte. Im September siegte sie dann bei den U20-Balkan-Meisterschaften ebendort mit 1,80 m. Im Jahr darauf wurde sie bei den U20-Balkan-Meisterschaften in Istanbul mit 1,76 m Vierte und anschließend belegte sie bei den U20-Europameisterschaften in Tallinn mit 1,79 m den neunten Platz, ehe sie bei den U20-Weltmeisterschaften in Nairobi mit 1,80 m ebenfalls auf Rang neun gelangte. 2022 gewann sie bei den U20-Balkan-Hallenmeisterschaften in Belgrad mit 1,83 m die Bronzemedaille und im Juni belegte sie bei den Balkan-Meisterschaften in Craiova mit 1,80 m den siebten Platz. Anschließend erreichte sie bei den U20-Weltmeisterschaften in Cali mit 1,75 m Rang zehn.
2023 wurde Rokavec serbische Hallenmeisterin im Hochsprung.

## Persönliche Bestleistungen
- Hochsprung: 1,84 m, 11. Juni 2022 in Sremska Mitrovica
  - Hochsprung (Halle): 1,88 m, 20. Februar 2022 in Belgrad